# Billionaire Boys Club
Pour les articles homonymes, voir Billionaire Boys Club (homonymie) et BBC (homonymie).
 (mai 2025).
Si vous disposez d'ouvrages ou d'articles de référence ou si vous connaissez des sites web de qualité traitant du thème abordé ici, merci de compléter l'article en donnant les références utiles à sa vérifiabilité et en les liant à la section « Notes et références ».
Billionaire Boys Club (BBC) est une marque de vêtements créée par l'artiste musical de hip-hop Pharrell Williams et Nigo, fondateur de la marque Bape.
Tout comme Ice Cream, cette marque est créée pour l'enseigne japonaise A Bathing Ape (ou Bape) qui est renommée auprès des jeunes japonais et américains.